# 脇町自動車学校
徳島わきまち自動車学校（とくしまわきまちじどうしゃがっこう）は、徳島県美馬市脇町馬木にある徳島県公安委員会指定の自動車教習所を運営する企業。「うだつの町並み」に代表される歴史ある情緒風情と緑豊かな山林や吉野川に囲まれた美しい自然が織り成す環境にある自動車学校。

## 概要

### 取得免許
- 普通自動車免許（MT・AT）
- 普通自動二輪車免許
- 準中型自動車免許
- 中型自動車免許
- 大型特殊自動車免許
- 牽引自動車免許

### 所在地
- 〒779-3620 徳島県美馬市脇町馬木787-2